# Teichbach (Wipper)
Der Teichbach, im Oberlauf auch Schluftergraben genannt, ist ein gut 6,6 Kilometer langer, rechter Zufluss der Wipper im südlichen Landkreis Nordhausen in Nordthüringen.

## Geografie
Der Teichbach entspringt als Schluftergraben zwischen den Ortschaften Friedrichslohra und Großwenden am nordwestlichen Rand des Höhenzuges Hainleite. Er tangiert kurz hinter seiner Quelle Münchenlohra mit der bekannten Basilika St. Gangolf. Nach etwa der Hälfte seiner Fließstrecke tangiert er das Gehöft Teichmühle und wechselt seinen Namen in Teichbach. Weiter Bachabwärts erreicht er den Weiler Hünstein, nimmt den Hainröder Bach auf und mündet gegenüber dem Ort Wollersleben in den Unstrut-Zufluss Wipper.
Auf einigen Karten wird sein rechter Zufluss, der Hainröder Bach, ebenso als Teichbach bezeichnet. Dieser hat seine Quellen nämlich im namentlich verwandten Erholungsgebiet Teichtal. Das Gehöft und mutmaßlich ehemalige Mühle Teichmühle verweist allerdings auf eine namentliche Verbundenheit mit dem eigentlichen Teichbach, der im Oberlauf Schluftergraben heißt hin.